# 2012년 하계 올림픽 펜싱 여자 에페 단체
런던의 2012년 하계 올림픽 펜싱 여자 에페 단체전은 8월 4일에 엑셀 박람회관에서 진행되었다.

## 토너먼트 형식
이 단체전은 8개국이 참가한다. 영국은 개최국 자격으로 모든 종목을 선택 여부에 따라 참전할 수 있는 자격이 주어졌으나, 이 토너먼트에는 참가하지 않기로 결정하였다. 8강전에서 패한 팀들도 두 경기를 더 치러 5위에서 8위까지의 순위를 결정한다. 반대로, 8강전에서 승리한 팀들은 준결승전에서 서로와 맞붙는다. 준결승전에서 승리한 두 팀은 금메달 결정전으로, 패한 팀들은 동메달 결정전으로 이동한다.
단체전은 먼저 45투셰를 기록하거나, 정규시간이 지나고 더 많은 투셰를 기록한 팀이 승리한다. 만약 정규시간이 지났을 때 기록한 투셰의 수가 같은 경우, 1분의 연장전이 주어진다. 이쪽에서 먼저 투셰를 기록하는 팀이 승리하지만, 아타크 시물타네가 이루어지면 양쪽의 투셰는 무효가 된다.

## 경기 일정
일정은 모두 서유럽 여름시간 (UTC+1) 을 기준으로 하고 있다.
| 일자                  | 시각  | 라운드                      |
| --------------------- | ----- | --------------------------- |
| 2012년 8월 4일 토요일 | 10:30 | 8강전                       |
| 2012년 8월 4일 토요일 | 12:00 | 5-8위 결정전                |
| 2012년 8월 4일 토요일 | 13:30 | 준결승전                    |
| 2012년 8월 4일 토요일 | 15:00 | 5-6위 결정전 / 7-8위 결정전 |
| 2012년 8월 4일 토요일 | 18:00 | 동메달 결정전               |
| 2012년 8월 4일 토요일 | 19:15 | 결승전                      |

## 경기 결과

### 8강 대진
|  | 8강전 | 8강전      | 8강전 |        |    | 준결승전 | 준결승전 | 준결승전 |               |               | 결승전        | 결승전        | 결승전 |
|  |       |            |       |        |    |          |          |          |               |               |               |               |        |
|  | 1     | 루마니아   | 38    |        |    |          |          |          |               |               |               |               |        |
|  | 8     | 대한민국   | 45    |        |    |          |          |          |               |               |               |               |        |
|  | 8     | 대한민국   | 45    |        | 8  | 대한민국 | 45       |          |               |               |               |               |        |
|  |       |            |       |        | 8  | 대한민국 | 45       |          |               |               |               |               |        |
|  |       |            | 5     | 미국   | 36 |          |          |          |               |               |               |               |        |
|  | 5     | 미국       | 5     | 미국   | 36 | 45       |          |          |               |               |               |               |        |
|  | 5     | 미국       |       |        |    | 45       |          |          |               |               |               |               |        |
|  | 4     | 이탈리아   | 35    |        |    |          |          |          |               |               |               |               |        |
|  |       |            |       |        |    |          |          |          |               |               | 8             | 대한민국      | 25     |
|  |       |            | 3     | 중국   | 39 |          |          |          |               |               |               |               |        |
|  | 3     | 중국       | 45    |        |    |          |          |          |               |               |               |               |        |
|  | 6     | 독일       | 42    |        |    |          |          |          |               |               |               |               |        |
|  | 6     | 독일       | 42    |        | 3  | 중국     | 20       |          | 동메달 결정전 | 동메달 결정전 | 동메달 결정전 | 동메달 결정전 |        |
|  |       |            |       |        | 3  | 중국     | 20       |          | 동메달 결정전 | 동메달 결정전 | 동메달 결정전 | 동메달 결정전 |        |
|  |       |            | 2     | 러시아 | 19 |          |          |          |               |               |               |               |        |
|  | 7     | 우크라이나 | 2     | 러시아 | 19 | 34       |          | 5        | 미국          | 31            |               |               |        |
|  | 7     | 우크라이나 |       |        |    | 34       |          | 5        | 미국          | 31            |               |               |        |
|  | 2     | 러시아     | 45    |        |    |          |          |          |               |               | 2             | 러시아        | 30     |

### 순위 결정전
|  | 5-8위 결정전 |              |              |  |   |              |              |              |
|  | 1            | 루마니아     | 45           |  |   |              |              |              |
|  | 4            | 이탈리아     | 38           |  |   | 5-6위 결정전 | 5-6위 결정전 | 5-6위 결정전 |
|  |              |              |              |  |   | 1            | 루마니아     | 36           |
|  | 5-8위 결정전 | 5-8위 결정전 | 5-8위 결정전 |  | 6 | 독일         | 45           |              |
|  | 6            | 독일         | 45           |  |   |              |              |              |
|  | 7            | 우크라이나   | 36           |  |   | 7-8위 결정전 | 7-8위 결정전 | 7-8위 결정전 |
|  |              |              |              |  |   | 4            | 이탈리아     | 45           |
|  |              |              |              |  |   | 7            | 우크라이나   | 40           |

## 경기 정보

### 8강전
| 루마니아           | 38 – 45 | 대한민국 |
| 아나 마리아 브란저 | 4 – 4   | 정효정   |
| 시모나 게르만      | 2 – 6   | 최인정   |
| 안카 머로이우      | 3 – 4   | 신아람   |
| 아나 마리아 브란저 | 3 – 6   | 최인정   |
| 안카 머로이우      | 2 – 4   | 정효정   |
| 시모나 게르만      | 4 – 6   | 신아람   |
| 안카 머로이우      | 4 – 3   | 최인정   |
| 아나 마리아 브란저 | 4 – 5   | 신아람   |
| 시모나 게르만      | 12 – 7  | 정효정   |

| 미국        | 45 – 35 | 이탈리아          |
| 수지 스캔런 | 4 – 3   | 로셀라 피아밍고   |
| 코트니 헐리 | 4 – 7   | 마라 나바리아     |
| 마야 로렌스 | 6 – 4   | 비안카 델 카레토  |
| 수지 스캔런 | 4 – 6   | 마라 나바리아     |
| 마야 로렌스 | 4 – 0   | 로셀라 피아밍고   |
| 코트니 헐리 | 8 – 3   | 비안카 델 카레토  |
| 마야 로렌스 | 5 – 7   | 마라 나바리아     |
| 수지 스캔런 | 5 – 3   | 나탈리 모엘하우젠 |
| 코트니 헐리 | 5 – 2   | 로셀라 피아밍고   |

| 중국       | 45 – 42 | 독일            |
| 리나       | 0 – 0   | 브리타 하이데만 |
| 쑨위제     | 4 – 2   | 모니카 조찬스카 |
| 뤄샤오쥐안 | 9 – 7   | 임케 두플리체어 |
| 리나       | 4 – 2   | 모니카 조찬스카 |
| 뤄샤오쥐안 | 6 – 7   | 브리타 하이데만 |
| 쑨위제     | 7 – 4   | 임케 두플리체어 |
| 뤄샤오쥐안 | 5 – 4   | 모니카 조찬스카 |
| 리나       | 5 – 8   | 임케 두플리체어 |
| 쑨위제     | 5 – 8   | 브리타 하이데만 |

| 우크라이나        | 34 – 45 | 러시아            |
| 세니야 판텔예예바 | 4 – 5   | 안나 시프코바     |
| 야나 솀야키나     | 3 – 5   | 비올레타 콜로보바 |
| 올레나 크리비츠카 | 5 – 5   | 류보비 슈토바     |
| 세니야 판텔예예바 | 0 – 5   | 비올레타 콜로보바 |
| 올레나 크리비츠카 | 1 – 5   | 안나 시프코바     |
| 야나 솀야키나     | 4 – 5   | 류보비 슈토바     |
| 올레나 크리비츠카 | 6 – 5   | 비올레타 콜로보바 |
| 안피사 포치칼로바 | 4 – 5   | 류보비 슈토바     |
| 야나 솀야키나     | 7 – 5   | 안나 시프코바     |

### 5-8위 결정전
| 루마니아           | 45 – 38 | 이탈리아          |
| 시모나 게르만      | 3 – 0   | 로셀라 피아밍고   |
| 안카 머로이우      | 5 – 6   | 나탈리 모엘하우젠 |
| 아나 마리아 브란저 | 5 – 5   | 마라 나바리아     |
| 안카 머로이우      | 4 – 4   | 로셀라 피아밍고   |
| 시모나 게르만      | 7 – 7   | 마라 나바리아     |
| 아나 마리아 브란저 | 5 – 6   | 나탈리 모엘하우젠 |
| 안카 머로이우      | 6 – 4   | 마라 나바리아     |
| 아나 마리아 브란저 | 4 – 1   | 로셀라 피아밍고   |
| 시모나 게르만      | 6 – 5   | 나탈리 모엘하우젠 |

| 독일            | 45 – 36 | 우크라이나        |
| 브리타 하이데만 | 3 – 4   | 야나 솀야키나     |
| 임케 두플리체어 | 7 – 1   | 올레나 크리비츠카 |
| 모니카 조찬스카 | 0 – 0   | 안피사 포치칼로바 |
| 브리타 하이데만 | 2 – 1   | 올레나 크리비츠카 |
| 모니카 조찬스카 | 10 – 9  | 야나 솀야키나     |
| 임케 두플리체어 | 8 – 6   | 안피사 포치칼로바 |
| 모니카 조찬스카 | 2 – 4   | 올레나 크리비츠카 |
| 브리타 하이데만 | 8 – 7   | 안피사 포치칼로바 |
| 임케 두플리체어 | 5 – 4   | 야나 솀야키나     |

### 준결승전
| 대한민국 | 45 – 36 | 미국        |
| 신아람   | 5 – 4   | 코트니 헐리 |
| 정효정   | 1 – 3   | 마야 로렌스 |
| 최인정   | 7 – 5   | 수지 스캔런 |
| 신아람   | 4 – 1   | 마야 로렌스 |
| 최인정   | 5 – 8   | 코트니 헐리 |
| 정효정   | 4 – 3   | 수지 스캔런 |
| 최인정   | 9 – 6   | 마야 로렌스 |
| 신아람   | 5 – 3   | 수지 스캔런 |
| 정효정   | 5 – 3   | 코트니 헐리 |

| 중국       | 20 – 19 | 러시아            |
| 리나       | 0 – 0   | 안나 시프코바     |
| 쑨위제     | 3 – 0   | 비올레타 콜로보바 |
| 뤄샤오쥐안 | 0 – 2   | 류보비 슈토바     |
| 리나       | 1 – 2   | 비올레타 콜로보바 |
| 쉬안치     | 4 – 5   | 안나 시프코바     |
| 쑨위제     | 0 – 0   | 류보비 슈토바     |
| 쉬안치     | 5 – 1   | 비올레타 콜로보바 |
| 리나       | 2 – 1   | 류보비 슈토바     |
| 쑨위제     | 5 – 8   | 안나 시프코바     |

### 7-8위 결정전
| 이탈리아          | 45 – 40 | 우크라이나        |
| 나탈리 모엘하우젠 | 3 – 4   | 안피사 포치칼로바 |
| 로셀라 피아밍고   | 2 – 2   | 야나 솀야키나     |
| 마라 나바리아     | 4 – 2   | 올레나 크리비츠카 |
| 로셀라 피아밍고   | 7 – 3   | 안피사 포치칼로바 |
| 나탈리 모엘하우젠 | 5 – 2   | 올레나 크리비츠카 |
| 마라 나바리아     | 9 – 7   | 야나 솀야키나     |
| 로셀라 피아밍고   | 1 – 4   | 올레나 크리비츠카 |
| 마라 나바리아     | 9 – 5   | 안피사 포치칼로바 |
| 나탈리 모엘하우젠 | 5 – 11  | 야나 솀야키나     |

### 5-6위 결정전
| 루마니아           | 36 – 45 | 독일            |
| 시모나 게르만      | 3 – 2   | 브리타 하이데만 |
| 안카 머로이우      | 7 – 7   | 임케 두플리체어 |
| 아나 마리아 브란저 | 1 – 2   | 모니카 조찬스카 |
| 안카 머로이우      | 3 – 3   | 브리타 하이데만 |
| 시모나 게르만      | 1 – 6   | 모니카 조찬스카 |
| 아나 마리아 브란저 | 8 – 8   | 임케 두플리체어 |
| 안카 머로이우      | 4 – 5   | 모니카 조찬스카 |
| 로레다나 디누      | 0 – 2   | 브리타 하이데만 |
| 시모나 게르만      | 9 – 10  | 임케 두플리체어 |

### 동메달 결정전
| 미국        | 31 – 30 | 러시아            |
| 마야 로렌스 | 3 – 3   | 안나 시프코바     |
| 코트니 헐리 | 5 – 5   | 비올레타 콜로보바 |
| 켈리 헐리   | 1 – 4   | 류보비 슈토바     |
| 마야 로렌스 | 2 – 3   | 타티아나 로구노바 |
| 켈리 헐리   | 4 – 1   | 안나 시프코바     |
| 코트니 헐리 | 4 – 2   | 류보비 슈토바     |
| 켈리 헐리   | 4 – 5   | 타티아나 로구노바 |
| 마야 로렌스 | 4 – 2   | 류보비 슈토바     |
| 코트니 헐리 | 4 – 5   | 안나 시프코바     |

### 금메달 결정전
| 대한민국 | 25 – 39 | 중국   |
| 신아람   | 3 – 1   | 리나   |
| 정효정   | 0 – 0   | 쑨위제 |
| 최인정   | 4 – 3   | 쉬안치 |
| 정효정   | 2 – 5   | 리나   |
| 신아람   | 1 – 3   | 쉬안치 |
| 최인정   | 4 – 6   | 쑨위제 |
| 최은숙   | 3 – 5   | 쉬안치 |
| 최인정   | 2 – 4   | 리나   |
| 신아람   | 6 – 12  | 쑨위제 |

## 최종 순위
| 순위 | 팀         | 선수                                                                |
| ---- | ---------- | ------------------------------------------------------------------- |
| 1    | 중국       | 리나 뤄샤오쥐안 쑨위제 쉬안치                                       |
| 2    | 대한민국   | 최인정 정효정 신아람 최은숙                                         |
| 3    | 미국       | 코트니 헐리 마야 로렌스 수지 스캔런 켈리 헐리                       |
| 4    | 러시아     | 비올레타 콜로보바 류보비 슈토바 안나 시프코바 타티아나 로구노바     |
| 5    | 독일       | 임케 두플리체어 브리타 하이데만 모니카 조찬스카 리카르다 물테러     |
| 6    | 루마니아   | 아나 마리아 브란저 시모나 게르만 안카 머로이우 로레다나 디누        |
| 7    | 이탈리아   | 비안카 델 카레토 로셀라 피아밍고 마라 나바리아 나탈리 모엘하우젠    |
| 8    | 우크라이나 | 올레나 크리비츠카 세니야 판텔예예바 야나 솀야키나 안피사 포치칼로바 |